# Petit lac des Loups Marins
Der Petit lac des Loups Marins (französisch für „kleiner See der Seehunde“) ist ein See in der kanadischen Provinz Québec.

## Lage
Der Petit lac des Loups Marins befindet sich nordzentral auf der Labrador-Halbinsel und liegt in der Verwaltungsregion Nord-du-Québec. Ferner befindet sich der See im Parc national Tursujuq. Der See liegt unmittelbar nördlich des Lac D’Iberville, von dem er gespeist wird. Der Petit lac des Loups Marins wird über den Rivière Nastapoka nach Norden zum Lacs des Loups Marins entwässert. Der stark gegliederte auf einer Höhe von 317 m gelegene See hat eine Längsausdehnung in SW-NO-Richtung von 37 km sowie eine maximale Breite von etwa 6 km. Die Wasserfläche liegt bei ungefähr 119 km².

## Seefauna
Der See gehört zum Verbreitungsgebiet des Ungava-Seehunds (Phoca vitulina mellonae), einer Seehunde-Unterart, die in Süßwasserseen der Labrador-Halbinsel lebt.